# Zamachy na Curta Hoffmanna
Zamachy na Curta Hoffmanna, także akcja „Hoffmann” – dwa zamachy przeprowadzone w marcu i kwietniu 1943 roku przez żołnierzy Armii Krajowej na Curta Gregora Hoffmanna, kierownika Arbeitsamtu w Warszawie.
Hoffmann organizował wywózki mieszkańców Warszawy na roboty przymusowe do Niemiec. Pierwszą próbę jego likwidacji Polskie Państwo Podziemne podjęło na początku marca 1943 roku. Do siedziby Arbeitsamtu w pałacu „Pod Czterema Wiatrami” wysłano wtedy zaadresowaną do niego paczkę, zawierającą ładunek wybuchowy. Jej eksplozja spowodowała śmierć niemieckiego pirotechnika. Drugi zamach, tym razem udany, miał miejsce 9 kwietnia 1943 roku. Hoffmann został zastrzelony we własnym gabinecie przez żołnierzy Oddziału Dywersji Bojowej („DB-22”) Obwodu „Praga” AK.
Likwidacja Hoffmanna wywarła duże wrażenie na pracownikach aparatu okupacyjnego i w dużej mierze zapobiegła wywózce uczniów warszawskich szkół zawodowych na roboty przymusowe do Niemiec.

## Cel zamachu
Curt Gregor Hoffmann był niemieckim urzędnikiem w randze dyrektora rządowego (Regierungsdirektor). W czasie II wojny światowej został przysłany z III Rzeszy do okupowanej Polski. Według źródeł niemieckich przebywał w Generalnym Gubernatorstwie od 15 stycznia 1940 roku. W lutym 1942 roku objął stanowisko szefa Wydziału Pracy (Abteilung Arbeit) w urzędzie szefa dystryktu warszawskiego. Był jednocześnie kierownikiem Arbeitsamtu w Warszawie.
Hoffmann osobiście nie przejawiał większej agresji wobec Polaków. Niemniej kierowany przez niego urząd odgrywał kluczową rolę w wywózkach warszawiaków, w szczególności polskiej młodzieży, na roboty przymusowe do Niemiec.

## Pierwszy zamach
Pierwsza próba likwidacji Hoffmanna miała miejsce w marcu 1943 roku. Była przy tym elementem większej akcji dywersyjnej, którą przeprowadził Kedyw Okręgu Warszawa Armii Krajowej.
3 marca na Poczcie Głównej przy pl. Napoleona Antonina Mijal ps. „Tosia” oraz ppor. „Lasso – Marynarz” (inicjały J.T.) nadali dziewięć paczek, które były zaadresowane do wysokiej rangi urzędników niemieckiego aparatu okupacyjnego w Warszawie. Każda z paczek zawierała ukrytą bombę w kształcie pudełka do cygar, skonstruowaną przez szefa Biura Badań Technicznych przy Wydziale Saperów Komendy Głównej AK, kpt. Zbigniewa Lewandowskiego ps. „Szyna”.
4 marca paczka zaadresowana do Hoffmanna trafiła do siedziby Arbeitsamtu w pałacu „Pod Czterema Wiatrami” przy ul. Długiej 38/40. Otrzymawszy wcześniej ostrzeżenie, urzędnicy nie otworzyli paczki i sprowadzili funkcjonariusza SD – pirotechnika. Podczas badania paczki nastąpiła eksplozja, w wyniku której wspomniany pirotechnik zginął na miejscu. Była ona tak silna, że w gmachu Arbeitsamtu wyleciały szyby – aż do drugiego piętra.

## Drugi zamach

### Przygotowania
12 marca 1943 roku Hoffmann wydał zarządzenie, chwilowo niejawne, o mobilizacji uczniów warszawskich szkół zawodowych do pracy w niemieckich fabrykach. Wywiad Armii Krajowej szybko dowiedział się o tych planach, być może dzięki informatorom – Polakom zatrudnionym na niższych stanowiskach w Arbeitsamcie. Wydanie tego zarządzenia było zapewne bezpośrednią przyczyną, dla której podjęto decyzję o przeprowadzeniu kolejnego zamachu na Hoffmanna. Być może datę akcji celowo wyznaczono w taki sposób, by zbiegła się z datą opublikowania zarządzenia.
Zadanie likwidacji szefa warszawskiego Arbeitsamtu otrzymał Oddział Dywersji Bojowej Obwodu „Praga” AK (kryptonim „DB-22”). Podczas rozpoznania celu kluczową rolę odegrał Władysław Dehnel – Polak zatrudniony w Arbeitsamcie, a zarazem członek Szarych Szeregów i Armii Krajowej.
Polski plan przewidywał, że akcja likwidacyjna zostanie przeprowadzona w gmachu Arbeitsamtu przy ul. Długiej 38/40. Wyrok na Hoffmannie mieli wykonać dwaj żołnierze patrolu bródnowskiego: Mieczysław Weitzkorn ps. „Lwowicz” i Tadeusz Roguski ps. „Bystry”. W tym samym czasie drugi patrol, w którego skład wchodzili Franciszek Dudziński oraz żołnierz nieznanego nazwiska, mieli zastrzelić urzędującego w tym samym gmachu zastępcę Hoffmanna, Adama Schmitza. Osłonę wykonawców zapewniała grupa ubezpieczająca, którą dowodził osobiście dowódca oddziału „DB-22” ppor. Jerzy Tęsiorowski ps. Zawada. Miała ona zostać rozmieszczona na ul. Długiej. Wewnątrz gmachu z wykonawcami miał współpracować wspomniany Władysław Dehnel. 
Według relacji „Zawady” w akcji uczestniczyło łącznie dwunastu żołnierzy AK.

### Przebieg
Akcja miała się rozpocząć 9 kwietnia o godzinie 11:00. Okazało się jednak, że w tym czasie w pałacu „Pod Czterema Wiatrami” pojawili się funkcjonariusze Gestapo, którzy aresztowali polską pracownicę. W konsekwencji dopiero po godzinie 12:00, gdy otrzymano informację, że gestapowcy opuścili gmach, polscy żołnierze mogli przystąpić do akcji.
Wszedłszy do gmachu głównymi drzwiami, „Lwowicz” i „Bystry” udali się do holu, gdzie sterroryzowali bronią Niemca, który sprawdzał dokumenty interesantów. „Lwowicz” pozostał w holu, by go pilnować, podczas gdy „Bystry” udał się na pierwsze piętro, na którym znajdował się gabinet Hoffmanna. Upewniwszy się dyskretnie, że w sekretariacie przebywa tylko sekretarka, wszedł do środka, wyminął kobietę, wszedł do gabinetu, po czym oddał do Hoffmanna trzy śmiertelne strzały. Odwróciwszy się, ujrzał wchodzącego do sekretariatu zastępcę kierownika, Krafta. Niemiec sięgnął do kabury, lecz „Bystry” krzycząc „Hände hoch”, pierwszy oddał dwa strzały. Żaden nie sięgnął celu, jednakże Kraft i sekretarka rzucili się na ziemię, a „Bystry” przeskoczył nad leżącym mężczyzną i udał się do holu, gdzie „Lwowicz” nadal pilnował strażnika. W pewnym momencie w bocznym korytarzu pojawił się niemiecki urzędnik, lecz „Lwowicz” przepłoszył go dwoma strzałami z pistoletu. Następnie obaj żołnierze wyszli na dziedziniec i pod osłoną kolegów z grupy ubezpieczającej oddalili się z miejsca akcji.
Równocześnie z „Lwowiczem” i „Bystrym” do akcji przystąpili żołnierze drugiego patrolu. Weszli oni do gmachu boczną bramą i klatką schodową. Następnie udali się do gabinetu na drugim piętrze, gdzie nie zastali jednak Schmitza. Wbrew założeniom planu, który przewidywał, że oba patrole spotkają się w holu i razem opuszczą budynek głównym wejściem, żołnierze drugiego patrolu udali się do bocznego wejścia i bramy. Polski dozorca usiłował zamknąć przed nimi wyjście na ulicę, został jednak odepchnięty przez jednego z żołnierzy ubezpieczenia. Sterroryzowano także dwóch żołnierzy niemieckich, którzy przypadkowo przechodzili ulicą.

## Epilog
Po śmierci Hoffmanna Niemcy nie zastosowali żadnych represji wobec polskich pracowników Arbeitsamtu. Nie przeprowadzili także odwetowych egzekucji więźniów Pawiaka.
Likwidacja Hoffmanna była jednym z największych sukcesów w historii warszawskiej konspiracji. Zabicie w biały dzień, we własnym gabinecie, tak wysokiej rangi urzędnika, wywarło wstrząsające wrażenie na funkcjonariuszach aparatu okupacyjnego. W raporcie z 12 kwietnia 1943 roku gubernator dystryktu warszawskiego Ludwig Fischer odnotował:

To, co obecnie zostało osiągnięte przez pracowników Wydziału Pracy oraz w urzędach pracy w Warszawie i dystrykcie warszawskim, zasługuje na najwyższe uznanie, gdyż wszystkim stojącym na posterunku Niemcom dzień w dzień grozi osobiście największe niebezpieczeństwo. W okresie sprawozdawczym dokonano zamachu na kierownika Wydziału Pracy, dyrektora rządowego Hoffmanna, któremu posłano bombę zegarową; na szczęście zamach chybił celu. Niestety dyrektor rządowy Hoffmann wkrótce po upływie obecnego okresu sprawozdawczego padł ofiarą kolejnego zamachu.

O zamachu na Hoffmanna wspomniano także podczas posiedzeń rządu Generalnego Gubernatorstwa w dniach 14 i 20 kwietnia 1943 roku. Na pierwszym z tych spotkań szef Głównego Wydziału Pracy Wilhelm Struve stwierdził:

Jak dowodzi wypadek z Hoffmannem, bandyci przeprowadzają swe napady z całym spokojem, o dokładnie zapowiedzianej godzinie.

Likwidacja Hoffmanna, w połączeniu z udanymi zamachami na niższych rangą funkcjonariuszy urzędu, spowodowała, że pracownicy warszawskiego Arbeitsamtu z wyraźnie mniejszą gorliwością zaczęli wypełniać swoje obowiązki. Projekt wywiezienia na roboty uczniów warszawskich szkół zawodowych został zrealizowany tylko częściowo.
W zrealizowanym w czasach PRL popularnym serialu Polskie drogi zabicie Curta Hoffmanna zostało błędnie przypisane członkom komunistycznego ruchu oporu. Z kolei w jednej z wydanych w tym okresie publikacji przypisano je bojownikom lewicowej Polskiej Armii Ludowej.